# Serrat dels Cugots
El Serrat dels Cugots és una serra situada al municipi de Lles de Cerdanya, a la comarca de la Baixa Cerdanya, amb una elevació màxima de 2.500 metres.